# Juigné-sur-Loire
Juigné-sur-Loire é uma ex-comuna francesa na região administrativa da Pays de la Loire, no departamento de Maine-et-Loire. Estendeu-se por uma área de 12,49 km². Em 2010 a comuna tinha 4 631 habitantes (densidade: 370,8 hab./km²).
Em 15 de dezembro de 2016 foi fundida com a comuna de Saint-Jean-des-Mauvrets para a criação da nova comuna de Les Garennes sur Loire.